# 南荒尾站

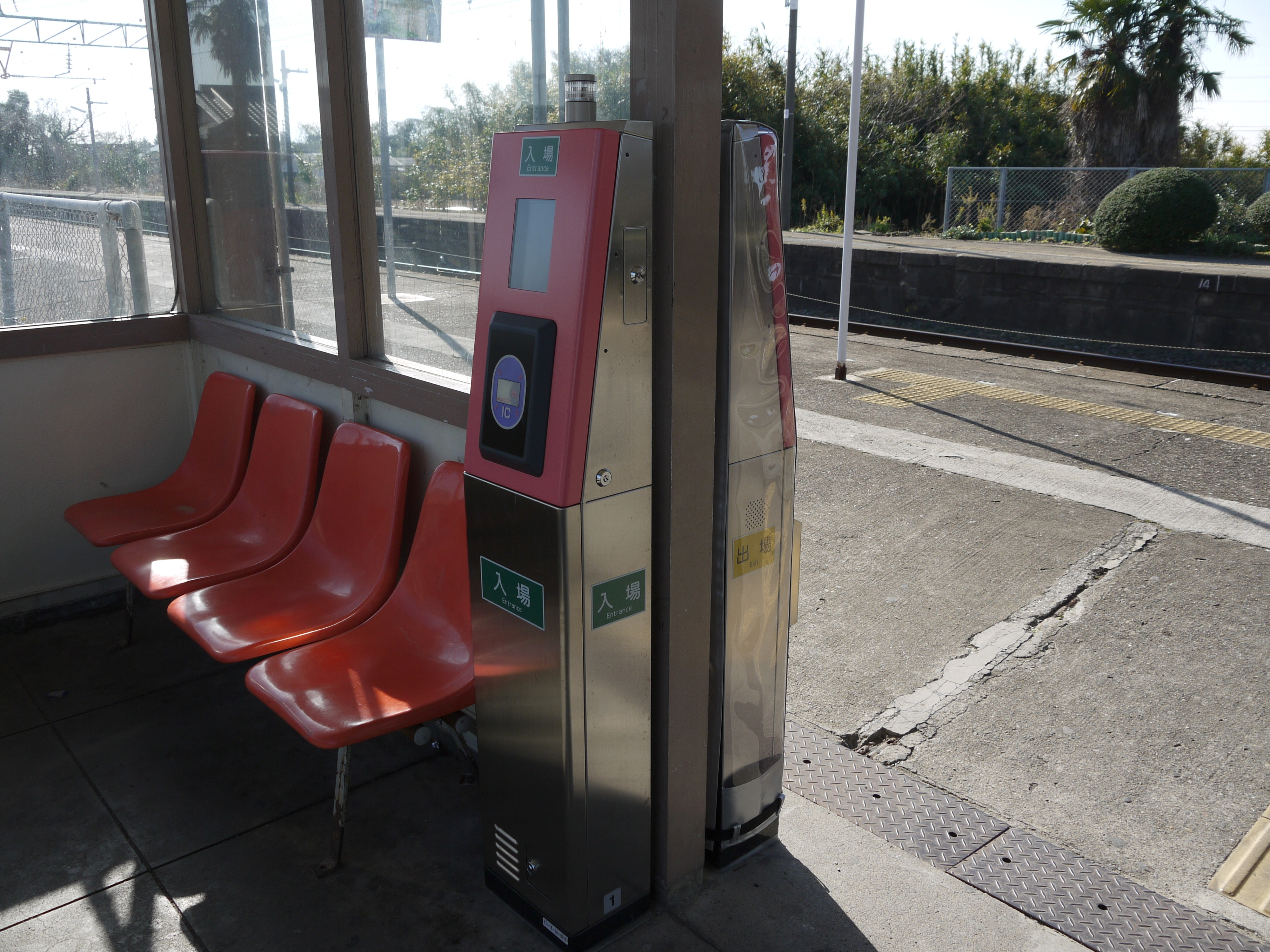
SUGOCA簡易讀卡機（閘機）

南荒尾站（日语：／ Minami-Arao eki */?）是位於熊本縣荒尾市增永，九州旅客鐵道（JR九州）的鹿兒島本線車站。

## 歷史
- 1950年（昭和25年）5月1日 - 日本國有鐵道開設此站[1]。
- 1971年（昭和46年） - 成為無人車站。
- 1987年（昭和62年） - 伴隨國鐵分割民營化，車站由九州旅客鐵道（JR九州）營運。
- 2012年（平成24年）12月1日  - 此站可以使用IC卡「SUGOCA」[2]。

由於三井三池煤礦在荒尾市開始繁榮發展，人口急劇增加。另一方面，由於當時荒尾第二海灘著名，因此增設此站以方便前往。當時當地電台在海灘多人時，會公布當地現時人潮情況，使可以較方便前往荒尾第二海灘。
現時客源多為熊本縣立岱志高等學校、熊本縣立玉名高等學校·附屬中學的學生使用此站。

## 車站構造
車站是一座地面車站，設有2面2線的相對式月台。各月台之間設有跨線橋連接。
此站是一座由荒尾站管理的無人車站，在一些情況下，會由荒尾站派遣車站職員前往此站進行閘口業務。只設有一座簡單的車站大樓。車站設有售賣近距離車票的自動售票機。

### 月台
| 月台 | 路線        | 上下行 | 方向                     |
| ---- | ----------- | ------ | ------------------------ |
| 1    | ■鹿兒島本線 | 下行   | 玉名、熊本、八代方向     |
| 2    | ■鹿兒島本線 | 上行   | 大牟田、久留米、鳥栖方向 |

## 使用狀況
JR九州 - 在2016年起1日平均乘車人次的變化如下：
| 年度   | 1日平均 乘車人次 | 變化率 |
| ------ | ---------------- | ------ |
| 2016年 | 407              |        |
| 2017年 | 407              | 0.0%   |
| 2018年 | 396              | -2.7%  |

## 車站周邊
車站周邊是農田與住宅的混合區域。車站以東設有國道389號向南北伸延。在該國道上設有{{Translink|ja|九州産交バス|九州產交巴士|產交巴士]]南荒尾駅站巴士站。另外，車站西邊為廣大的有明海，若前往海邊，需離開車站後在國道向北或南前進再越過平交道前往海邊。
- 有明簡單郵局
- 荒尾市立有明小學（日语：荒尾市立有明小学校）
- 荒尾海灘[1]
- 國道389號（日语：国道389号）
- 荒尾市立荒尾第一中學（日语：荒尾市立荒尾第一中学校）
- 熊本縣立岱志高等學校（日语：熊本県立岱志高等学校）
- 有明高等學校（日语：有明高等学校 (熊本県)）

## 巴士路線
- 產交巴士 南荒尾站前巴士站
  - 荒尾四山、荒尾產交（日语：産交バス荒尾営業所）方向
  - 長洲、玉名方向

## 相鄰車站
九州旅客鐵道
■鹿兒島本線
■區間快速、■普通
荒尾（JB28）－南荒尾－長洲

## 注腳
1. 1 2 3 4 5 6 7 8 9 10 11 12  . 週刊朝日百科. 33号 熊本駅・嘉例川駅・大畑駅ほか. 朝日新聞出版. 2013-03-31: 22.
2. ↑  . 交通新聞 (交通新聞社). 2012-12-04: 1.
3. ↑  .   [2020-04-04]. （原始内容存档于2020-05-04）.

## 外部連結
- JR九州 – 南荒尾車站 （页面存档备份，存于）（日語）